# 窪谷逸次郎

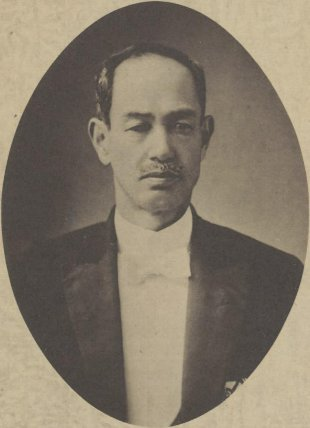
窪谷逸次郎

窪谷 逸次郎（くぼたに いつじろう、1873年（明治6年）1月27日 - 1937年（昭和12年）7月26日）は、内務官僚、岡山市長。

## 経歴
岡山県浅口郡船穂町（現在の倉敷市）出身。坪井良一郎の二男として生まれ、窪谷勝蔵の養子となった。1896年（明治29年）、東京法学院（現在の中央大学）を卒業。1900年（明治33年）、判事検事登用試験に合格し、さらに高等文官試験にも合格した。1902年（明治35年）に検事となり、東京区裁判所・東京地方裁判所に勤務した。翌年、辞職して弁護士を開業した。
その後内務属として内務省に入り、大阪府警視、関東州民政署警視、関東都督府事務官兼参事官、統監府書記官、佐賀県事務官・警察部長、熊本県事務官・警察部長、高知県内務部長、群馬県内務部長を歴任した。
退官後の1923年（大正12年）から岡山市長を務めた。